# Pohlia papillosa
Pohlia papillosa är en bladmossart som beskrevs av Brotherus 1903. Pohlia papillosa ingår i släktet nickmossor, och familjen Bryaceae. Inga underarter finns listade i Catalogue of Life.